# Mike Dunham
Michael Francis „Mike“ Dunham (* 1. Juni 1972 in Johnson City, New York) ist ein ehemaliger US-amerikanischer Eishockeytorwart, der aktuell Torwarttrainer bei den New York Islanders in der National Hockey League ist.

## Karriere
Mike Dunham wurde beim NHL Entry Draft 1990 von den New Jersey Devils in der dritten Runde ausgewählt (insgesamt auf Platz 53). Danach spielte er mehrere Jahre für die University of Maine und in der American Hockey League für die Albany River Rats, mit denen er den Calder Cup gewann. 1996 kam er erstmals in der National Hockey League zum Einsatz und gewann zusammen mit Stammtorhüter Martin Brodeur die William M. Jennings Trophy für den/die Torhüter mit den wenigsten Gegentreffern. Im Sommer 1998 wurde er zu den Nashville Predators transferiert, bei denen er selbst die Nummer eins wurde. Im Februar 2002 gewann er bei den Olympischen Winterspielen die Silbermedaille, kam dabei zu einem Einsatz.
Während der Saison 2002/03 ging es für ihn zurück an die Ostküste, als er zu den New York Rangers transferiert wurde. Während des Lockouts in der Saison 2004/05 spielte er in Schweden für Skellefteå AIK. Zu Beginn der Saison 2005/06 unterschrieb er einen Vertrag in der National Hockey League bei den Atlanta Thrashers, aber er verpasste mit seinem Team die Play-offs.
Nachdem sein Vertrag auslief, lagen ihm einige Angebote vor. Da er ursprünglich aus dem Bundesstaat New York kommt, wo seine Familie lebt und er auch schon für die Rangers und New Jersey Devils gespielt hatte, entschied er sich für das Angebot der New York Islanders, für die er die Saison 2006/07 als Back-up-Goalie von Rick DiPietro bestritt. Zeigte er zu Beginn der Saison sehr gute Leistungen, konnte er zum Ende hin nicht mehr überzeugen. Besonders als er die Rolle als Stammtorhüter übernehmen musste, weil sich DiPietro eine Gehirnerschütterung zuzog, schwächelte er. Er verlor fünf Spiele in Folge und kassierte dabei 24 Gegentreffer.
Nach der Saison wurde im Sommer 2007 sein Vertrag nicht verlängert, er blieb aber in der Organisation der Islanders und wurde im September als Torwarttrainer vorgestellt.

## Erfolge und Auszeichnungen
| - 1993 Hockey East First All-Star Team - 1993 NCAA East First All-American Team - 1995 Calder-Cup-Gewinn mit den Albany River Rats - 1995 Harry „Hap“ Holmes Memorial Award (gemeinsam mit Corey Schwab) | - 1995 Jack A. Butterfield Trophy (gemeinsam mit Corey Schwab) - 1996 AHL All-Star Classic - 1996 AHL Second All-Star Team - 1997 William M. Jennings Trophy (gemeinsam mit Martin Brodeur) |

### International
| - 1992 Bronzemedaille bei der Junioren-Weltmeisterschaft - 1992 All-Star Team der Junioren-Weltmeisterschaft - 1992 Bester Torwart der Junioren-Weltmeisterschaft | - 2002 Silbermedaille bei den Olympischen Winterspielen - 2004 Bronzemedaille bei der Weltmeisterschaft |